# 山吹町 (新宿區)
山吹町（日语：／ Yamabukichō */?）是東京都新宿區的町名。未實施住居表示，2013年8月1日為止的人口為3,080人。郵遞區號是162-0801。

## 地理
位於新宿區東北部。北臨文京區關口一丁目，東接新宿區改代町，南連新宿區中里町、新宿區天神町、新宿區榎町，西通新宿區早稻田鶴卷町。町內東部有改代町的飛地。東西向的早大通、南北向的江戶川橋通穿越町域。町內是住宅、大樓與辦公混合區，多印刷、裝訂相關企業。

## 歷史
江戶時代初期為中里村，1646年（正保3年）成為濟松寺領。1727年（延享2年）成立牛込中里村町。1872年（明治5年）與近鄰的武家地合併改稱牛込山吹町。1911年（明治44年）去除「牛込」冠稱，沿續至今。

### 地名由來
因認為此地是太田道灌的山吹之里傳說所在地而命名。

## 交通
町域內沒有鐵路車站，北部可利用東京地下鐵有樂町線江戶川橋站，南部可利用東京地下鐵東西線神樂坂站。

## 設施
- 東京都立新宿山吹高等學校

## 備註
1. ↑  『角川日本地名大辞典 13　東京都』、角川書店、1991年再版、P879
2. ↑  .   [2013-08-10]. （原始内容存档于2014-08-19）.

## 外部連結
- 新宿區役所 （页面存档备份，存于）